# Stationsaanduiding
De stationsaanduiding is een voorstelling van een bepaald opslagmedium door een besturingssysteem.
Onder DOS en Microsoft Windows gebruikt men hier voor een letter als voorstelling van het medium. Een driveletter.
Men kan driveletters toewijzen van A tot en met Z. Met het DOS-commando subst is het mogelijk om een driveletter toe te wijzen aan een directory. Als men meerdere partities aanmaakt op een schijf, en deze formatteert in een voor het besturingssysteem herkenbaar bestandssysteem, wordt automatisch een driveletter toegevoegd. Het systeem van driveletters is inmiddels achterhaald. Ook binnen het Windows-besturingssysteem wordt geleidelijk aan overgestapt naar het gebruik van mounts.
Ondanks de mogelijkheid om driveletters willekeurig toe te wijzen is er altijd een officieuze richtlijn geweest om bepaalde stations een naam te geven. Deze richtlijn is een aantal keren bijgesteld. Hier volgt een chronologische tabel.
| A                     | B                     | C                       | D                       | E           | F             | Toelichting |
| --------------------- | --------------------- | ----------------------- | ----------------------- | ----------- | ------------- | --- |
| 5,25"-diskettestation |                       | Harde schijf            |                         |             |               | Veel computers werden geleverd met een 5,25"-diskettestation, en een harde schijf. |
| 5,25"-diskettestation | 5,25"-diskettestation | Harde schijf            |                         |             |               | Veel computers werden geleverd met twee 5,25"-diskettestations, en één harde schijf. |
| 5,25"-diskettestation | 3,5"-diskettestation  | Harde schijf            |                         |             |               | Veel computers werden geleverd met een 5,25"-diskettestation, een 3,5"-diskettestation, en een harde schijf. |
| 3,5"-diskettestation  | 5,25"-diskettestation | Harde schijf            |                         |             |               | De 3,5"-diskette werd populair, men gaf hem de eerst mogelijke driveletter, omdat deze vaker werd gebruikt dan de 5,25"-diskette.                                                                                     |
| 3,5"-diskettestation  | 3,5"-diskettestation  | Harde schijf            |                         |             |               | De 5,25"-diskette werd vervangen door de 3,5"-diskette. |
| 3,5"-diskettestation  |                       | Harde schijf            |                         |             |               | De noodzaak voor een tweede diskettestation verviel omdat men diskettes via het geheugen kon kopiëren. Harde schijven waren inmiddels zo groot geworden dat men diskettes volledig naar de harde schijf kon kopiëren. |
| 3,5"-diskettestation  |                       | Harde schijf            | Cd-romdrive             |             |               | De cd-rom ziet het licht, en krijgt de letter D. Voor iedere cd-romdrive moest men zelf drivers laden. |
| 3,5"-diskettestation  |                       | Harde schijf partitie 1 | Harde schijf partitie 2 | Cd-romdrive |               | De harde schijf werd vaak opgedeeld in twee of meer partities. De tweede partitie diende vaak om 'rommel' op te slaan, terwijl de eerste voor het besturingssysteem en andere belangrijke bestanden was.              |
| 3,5"-diskettestation  |                       | Harde schijf partitie 1 | Harde schijf partitie 2 | Cd-romdrive | Cd-rombrander | Men ging zelfstandig cd's branden. De tweede partitie van de harde schijf bleek ideaal om image-files op te slaan. |
| 3,5"-diskettestation  |                       | Harde schijf partitie 1 | Harde schijf partitie 2 | Dvd-drive   | Cd-rombrander | De cd-romdrive werd vervangen door de dvd-drive. |
| 3,5"-diskettestation  |                       | Harde schijf partitie 1 | Harde schijf partitie 2 | Dvd-drive   | dvd-brander   | De cd-rombrander werd vervangen door de dvd-brander. Men kon nu eenvoudig dvd's kopiëren. |